# Репрезентативни оркестар гарде
Репрезентативни оркестар гарде је оркестар Војске Србије.

## Историја
16. маја 1945. године указом маршала Тита основан је Оркестар гарде. Овом одлуком наставља се традиција партизанских оркестара у неговању и популарисању песама и музике из НОБ-а и могућност да оркестар израсте у институцију културе која ће као репрезентативно тело развити широку уметничку делатност на целој територији Југославије.
Сходно организацијско-формацијским потребама, био је бројчано повећаван и смањиван, што је повлачило и промену његовог назива. По правилу, у Оркестар гарде су долазили најбољи музичари који су свирали на два или више инструмената. Захваљујући тој чињеници, а и указаним потребама, у Оркестру гарде формирају се салонски и ревијски оркестар, естрадни оркестар као и џез оркестар.
Задатак оркестра био је Протокол Савезних органа, војне свечаности на највишем нивоу, као и деловање на културно-забавном плану у ЈНА и широм земље.

## Диригенти
Од оснивања 1945. године, диригенти Оркестра гарде били су:
- Томаж Зајц (1945-1948)
- Исо Дракула (1948-1955)
- Гвидо Учакар (1956-1963)
- Гојко Бошњак(1963-1972)
- Михајло Петраш(1972-1973) и (1977-1984)
- Франц Клинар(1973-1977)
- Илија Илијевски(1984-1992)

## Значајни наступи Оркестра Гарде
- Самит несврстаних земаља у Београду 1961. и 1989. године
- Дубровачке летње игре
- Велики школски час у Крагујевцу
- Вуков сабор
- Калемегдански сутони
- Међународни фестивал војних оркестара „Сусрети на Миљацки“
- Ужичка Република у Титовом Ужицу
- „Охридско лето“
- „Сплитско лето“
- ЗОИ у Сарајеву 1984. године

## Оркестар данас
Распадом СФРЈ Оркестар гарде је остао у свом делокругу рада. Протоколарни задаци на највишем државном нивоу, репрезентовање СР Југославије, СиЦГ, Републике Србије и војске у земљи и иностранству.

## Значајни наступи Репрезентативног оркестра гарде
- 2001. Фестивал војних оркестара у Италији-Модена[2]
- 2002. Фестивал војних оркестара у Француској-Албервил
- 2010. Фестивал војних оркестара у Аустрији-Линц
- 2011. Фестивал војних оркестар-Бремен
- 2014. Обележавање стогодишњице почетка Првог светског рата, Белгија-Лијежу[3]

## Значајна извођења Оркестра гарде
- Химна СФРЈ[4]
- Парадни марш[5]
- Народни хероји[6]
- На Дрини-марш[7]
- Свечана песма[8]